# Charlton Athletic Football Club
El Charlton Athletic Football Club és un club de futbol anglès, de la ciutat de Londres a Gran Londres.

## Història
Charlton Athletic FC, va ser fundat el 9 de juny de 1905. El 1947 guanya el seu primer títol, la FA Cup i té un total de 7 lligues.
Després de diversos anys a la Premier League va descendir en la temporada 2007-08 a la Football League Championship. I a la 2015-16, a la Football League One.
El seu actual patrocinador és Hummel.

## Rivalitats
El seu etern rival és el Crystal Palace, que actualment milita a la Premier League, a més manté una fèrria rivalitat causa de la seva proximitat amb el Millwall F.C.

## Uniforme
- Uniforme titular: Samarreta vermella, pantalons blancs, mitgetes vermelles.
- Uniforme alternatiu: Samarreta blau cle, pantalons blau fosc i mitgetes blau fosc.

## Entrenadors
- Walter Rayner (1920-1925)
- Alex Macfarlane (1925-1928)
- Albert Lindon (1928)
- Alex Macfarlane (1928-1932)
- Albert Lindon (1932-1933)
- Jimmy Seed (1933-1956)
- David Clark (provisional) (1956)
- Jimmy Trotter (1956-1961)
- David Clark (provisional) (1961)
- Frank Hill (1961-1965)
- Bob Stokoe (1965-1967)
- Eddie Firmani (1967-1970)
- Theo Foley (1970-1974)
- Les Gore (provisional) (1974)
- Andy Nelson (1974-1980)
- Mike Bailey (1980-1981)
- Alan Mullery (1981-1982)
- Ken Craggs (1982)
- Lennie Lawrence (1982-1991)
- Alan Curbishley i  Steve Gritt (tàndem) (1991-1995)
- Alan Curbishley (1995 - 2006)
- Iain Dowie (2006 - 2006)
- Les Reed (2006-?)

## Jugadors destacats
- John Barnes
- Shaun Bartlett
- Jamal Campbell-Ryce
- Alan Curbishley
- Paolo Di Canio
- Jorge Costa
- Mark Fish
- Eddie Firmani
- Jimmy Giles
- Andy Hunt
- Dean Kiely
- John Robinson
- Allan Simonsen

## Colors
L'uniforme oficial del Charlton Athletic és samarreta vermella i pantaló blanc.

## Palmarès
- 1 Copa anglesa: 1946-47
- 2 Lliga anglesa de Segona Divisió: 1908-09, 1999-00
- 2 Lliga anglesa de Tercera Divisió Sud: 1928-29, 1934-35